# Ctenichneumon minor
Ctenichneumon minor là một loài tò vò trong họ Ichneumonidae.